# آی‌ال‌وی سی.۴
آی‌ال‌وی سی. ۴ (به انگلیسی: IVL_C.VI.25) یک هواگرد ملخ‌پیشین تک‌موتوره از نوع جنگنده ساخت شرکت IVL است. هواگرد آی‌ال‌وی سی. ۴ نخستین پروازش را در ۱۱ ژوئن ۱۹۲۵ میلادی انجام داد. در مجموع، تعداد ۱ فروند از این هواگرد ساخته شده‌است.